# Kosi Saka
Kosi Saka (Kinshasa, Zaire, 1986. február 4. –) Kongói DK labdarúgó, a német SF Baumberg középpályása.

## Pályafutása
2005 és 2007 között a Borussia Dortmund, 2007 és 2009 között a Hamburger SV, 2008-ban a Carl Zeiss Jena , 2010 és 2014 között a KFC Uerdingen 05 labdarúgója volt. 2014 óta az SF Baumberg játékosa.
2008-ban három alkalommal szerepelt a Kongói DK válogatottjában.